# Józef Karłowicz
Józef Karłowicz herbu własnego – sędzia ziemski merecki w latach 1792-1794, mostowniczy trocki w latach 1784-1792.
Poseł na sejm grodzieński 1793 roku z powiatu trockiego.